# Scardinius hesperidicus
Scardinius hesperidicus är en fiskart som beskrevs av Bonaparte, 1845. Scardinius hesperidicus ingår i släktet Scardinius och familjen karpfiskar. IUCN kategoriserar arten globalt som livskraftig. Inga underarter finns listade i Catalogue of Life.